# Isthmura gigantea
Espèce
Synonymes
- Oedipus giganteus Taylor, 1939 "1938"
- Pseudoeurycea gigantea (Taylor, 1939)

Statut de conservation UICN

 CR A4ac : 
En danger critique
Isthmura gigantea est une espèce d'urodèles de la famille des Plethodontidae.

## Répartition
Cette espèce est endémique du Mexique. Elle se rencontre de 1 000 à 2 000 m d'altitude dans le nord-est de l'État de Hidalgo et dans le centre de l'État de Veracruz.

## Publication originale
- Taylor, 1939 "1938" : Concerning Mexican salamanders. University of Kansas Science Bulletin, vol. 25, no 14, p. 259-313 (texte intégral).